# Canton d'Avignon-Sud
Pour les articles homonymes, voir Avignon (homonymie).
Le canton d'Avignon-Sud est une ancienne division administrative française du département de Vaucluse, en région Provence-Alpes-Côte d'Azur.

## Histoire
Le canton est supprimé par le décret du 28 février 2014 qui entre en vigueur à l'issue des élections départementales de mars 2015.

## Composition
| Nom                 | Code Insee | Intercommunalité | Population (dernière pop. légale)               |
| ------------------- | ---------- | ---------------- | ----------------------------------------------- |
| Avignon (chef-lieu) | 84007      | CA Grand Avignon | Fraction : 19 306(2012) Commune : 92 209 (2014) |

## Représentation

### conseillers généraux de 1833 à 2015
| Période                | Identité                                          | Parti                   | Qualité |
| ---------------------- | ------------------------------------------------- | ----------------------- | --- |
| 1833-1848              | Charles Guillaume Jacques Thomas Aîné (1787-1871) |                         | Négociant à Avignon Président de la Chambre de commerce                                                         |
| 1848-1852              | Hippolyte Louis Joseph Olivier de Gérente         | Conservateur            | Capitaine en retraite à Avignon Ancien directeur du Domaine privé Représentant du peuple (1837-1842, 1846-1848) |
| 1852-1855              | Hector du Laurens d'Oiselay (1786-1864)           |                         | Ancien garde du corps de la Compagnie Royale Écossaise du Roi Louis XVIII                                       |
| 1855-1870              | Paul Pamard                                       | Majorité dynastique     | Chirurgien Maire d'Avignon (1853-1865) Député (1861-1870)                                                       |
| 1870-1871              | M. Bouvier M. Lallement M. Quioc                  |                         | Membres de la Commission départementale                                                                         |
| 1871-1880              | Prosper Yvaren                                    | Droite légitimiste      | Médecin |
| 1880-1886              | Paul Armand                                       | Républicain             | Avoué à Avignon                                                                                                 |
| 1886-1892              | Gabriel Verdet (1825-1908)                        | Droite                  | Négociant à Avignon                                                                                             |
| 1892-1897 (décès)      | Paul Poncet                                       | Républicain             | Ancien Maire d'Avignon                                                                                          |
| 1898-1899 (décès)      | Georges Taulier                                   | Républicain             | Docteur en médecine à Avignon Sénateur (1894-1899)                                                              |
| 1899-1903 (décès)      | Joseph Jacob                                      | Républicain             | Adjoint au Maire d'Avignon, conseiller d'arrondissement                                                         |
| 1903-1904              | Henri Guigou                                      | Républicain radical     | Adjoint au maire d'Avignon                                                                                      |
| 1904-1905 (annulation) | Fernand Verdet                                    | Conservateur            | Propriétaire-agriculteur à Villeneuve-lès-Avignon                                                               |
| 1905-1927 (décès)      | Jean-Baptiste Charlet                             | Rad.                    | Conducteur-chef P.L.M. en retraite à Avignon                                                                    |
| 1928-1928              | Jacques Arlaud                                    | Républicain Indépendant | Dépositaire de journaux                                                                                         |
| 1928-1940              | Louis Gros                                        | SFIO                    | Inspecteur du Travail Maire d'Avignon Député (1924-1935) Sénateur (1935-1940)                                   |
|                        |                                                   |                         | |
| 1945-1951              | Gabriel Biron                                     | SFIO                    | Instituteur, ancien adjoint au maire d'Avignon Président du Conseil Général (1945-1948)                         |
| 1951-1964              | Elie Tramier                                      | Rad.                    | Avocat |
| 1964-1973              | Pierre Duplan                                     | CNIP puis RI            | Adjoint au maire d'Avignon Elu en 1973 dans le Canton d'Avignon-Ouest                                           |
| 1973-1979              | René Dubois                                       | CD puis UDF-CDS         | Pharmacien à Avignon                                                                                            |
| 1979-1989 (démission)  | Guy Ravier                                        | PS                      | Professeur de collège Député (1988-1993) Maire d'Avignon (1989-1995)                                            |
| 1989-1992              | Henri Coupon                                      | PS                      | Avocat, scénariste et auteur Premier Adjoint au Maire d'Avignon                                                 |
| 1992-1998              | René Dubois                                       | UDF                     | Pharmacien Conseiller municipal d'Avignon                                                                       |
| 1998-2015              | Michèle Fournier-Armand                           | PS                      | Conseillère municipale d’Avignon (1989-2012) Députée de Vaucluse (2012-2017)                                    |

Michèle Fournier-Armand est la première femme à avoir été élue au Conseil général de Vaucluse depuis l'élection de ses membres en 1833.

### Conseillers d'arrondissement (de 1833 à 1940)
Le canton d'Avignon sud avait deux conseillers d'arrondissement.
| Période                                  | Période          | Identité                             | Étiquette                            | Qualité |
| ---------------------------------------- | ---------------- | ------------------------------------ | ------------------------------------ | --- |
| 1833                                     |                  | Jean Maurice Thibaud Bon (1786-1841) |                                      | Négociant en soie et garance à Avignon                                                                      |
| 1833                                     |                  | M. Montagnat                         |                                      | Négociant à Avignon                                                                                         |
|                                          |                  |                                      |                                      | |
| 1871                                     | 1880             | M. Desfonds                          | Républicain                          | Maître de forges                                                                                            |
| 1880                                     | 1892             | Alexandre Garde                      | Républicain                          | Adjoint au maire d'Avignon                                                                                  |
| 1892                                     | 1895             | Gustave Goutarel                     | Républicain                          | Propriétaire au Pontet                                                                                      |
| 1895                                     | 1899 (démission) | Joseph Jacob                         | Républicain                          | Adjoint au maire d'Avignon                                                                                  |
| 1895                                     | 1907             | César Reynaud                        | Républicain radical                  | Président de la Société du sou des écoles laïques, Avignon                                                  |
| 1899                                     | 1907             | M. Bertrand                          | Républicain radical                  | Conseiller municipal d'Avignon                                                                              |
| 1907                                     | 1910             | Joseph Galas                         | Conservateur                         | Cultivateur                                                                                                 |
| 1907                                     | 1910             | M. du Laurens d'Oiselay              | Conservateur                         | |
| 1910                                     | 1931             | Ange Chambon                         | Radical puis Républicain indépendant | Propriétaire à Avignon                                                                                      |
| 1910                                     | 1925             | Marius Maumet                        | Radical                              | Propriétaire à Montfavet                                                                                    |
| 1925                                     | 1931 (décès)     | François Neuvialle                   | Républicain indépendant              | Inspecteur honoraire de l'enseignement primaire, Avignon                                                    |
| 1931                                     | 1940             | Étienne Gay                          | Radical                              | |
| 1931                                     | 1940             | Henri Geoffret                       | Radical                              | |
| 1940                                     |                  |                                      |                                      | Les conseils d'arrondissement ont été suspendus par la loi du 12 octobre 1940 et n'ont jamais été réactivés |
| Les données manquantes sont à compléter. |                  |                                      |                                      | |